# العلاقات الكمبودية الميكرونيسية
العلاقات الكمبودية الميكرونيسية هي العلاقات الثنائية التي تجمع بين كمبوديا وولايات ميكرونيسيا المتحدة.

## مقارنة بين البلدين
هذه مقارنة عامة ومرجعية للدولتين:
| وجه المقارنة                                              | كمبوديا                   | ولايات ميكرونيسيا المتحدة |
| --------------------------------------------------------- | ------------------------- | ------------------------- |
| المساحة (كم2)                                             | 181.03 ألف                | 702                       |
| عدد السكان (نسمة)                                         | 16.01 مليون               | 105.54 ألف                |
| الكثافة السكانية (ن./كم²)                                 | 88.44                     | 15.03 ألف                 |
| العاصمة                                                   | بنوم بنه                  | باليكير                   |
| اللغة الرسمية                                             | اللغة الخميرية            | لغة إنجليزية              |
| العملة                                                    | ريال كمبودي، دولار أمريكي | دولار أمريكي              |
| الناتج المحلي الإجمالي (بليون دولار)                      | 22.16 مليار               | 336.43 مليون              |
| الناتج المحلي الإجمالي (تعادل القوة الشرائية) بليون دولار | 54.37 مليار               | 365.27 مليون              |
| الناتج المحلي الإجمالي الاسمي للفرد دولار أمريكي          | 1.16 ألف                  | 3.02 ألف                  |
| الناتج المحلي الإجمالي للفرد دولار أمريكي                 | 3.26 ألف                  |                           |
| مؤشر التنمية البشرية                                      | 0.555                     | 0.640                     |
| رمز المكالمات الدولي                                      | +855                      | +691                      |
| رمز الإنترنت                                              | .kh                       | .fm                       |
| المنطقة الزمنية                                           | ت ع م+07:00               |                           |

## منظمات دولية مشتركة
يشترك البلدان في عضوية مجموعة من المنظمات الدولية، منها:
| علم المنظمة | اسم المنظمة                               | تاريخ انضمام كمبوديا | تاريخ انضمام ولايات ميكرونيسيا المتحدة |
| ----------- | ----------------------------------------- | -------------------- | -------------------------------------- |
|             | بنك التنمية الآسيوي                       | 1966                 | 1990                                   |
|             | مؤسسة التنمية الدولية                     | 22 يوليو 1970        | 24 يونيو 1993                          |
|             | يونسكو                                    | 3 يوليو 1951         | 19 أكتوبر 1999                         |
|             | وكالة ضمان الاستثمار متعدد الأطراف        | 1 ديسمبر 1999        | 11 أغسطس 1993                          |
|             | الأمم المتحدة                             | 14 ديسمبر 1955       | 17 سبتمبر 1991                         |
|             | البنك الدولي للإنشاء والتعمير             | 22 يوليو 1970        | 24 يونيو 1993                          |
|             | الاتحاد الدولي للاتصالات                  | 10 أبريل 1952        | 18 مارس 1993                           |
|             | منظمة حظر الأسلحة الكيميائية              | ?                    | ?                                      |
|             | مؤسسة التمويل الدولية                     | 26 مارس 1997         | 24 يونيو 1993                          |
|             | المركز الدولي لتسوية المنازعات الاستشارية | 19 يناير 2005        | 24 يوليو 1993                          |

## وصلات خارجية
- موقع وزارة الخارجية الكمبودية